# Паньково (Ферапонтовское сельское поселение)
Паньково — деревня в Кирилловском районе Вологодской области.
Входит в состав Ферапонтовского сельского поселения, с точки зрения административно-территориального деления — в Ферапонтовский сельсовет.
Расстояние по автодороге до районного центра Кириллова — 34 км, до центра муниципального образования Ферапонтово — 12 км. Ближайшие населённые пункты — Устье, Федотово, Березник.
По переписи 2002 года население — 7 человек.